# Яковенко, Михаил Александрович
Михаил Александрович Яковенко (укр. Михайло Олександрович Яковенко; 5 января 1938, Новониколаевский район, Днепропетровская область, Украинская ССР, СССР), с. Зелёная Диброва (ныне Новониколаевского района,
Запорожской области, Украина) — украинский и советский архитектор.

## Биография
В 1968 окончил Киевский инженерно-строительный институт.
Автор проектов и сооружений:
- общественно-культурная и жилищная застройка с. Волосовцы Летичевского района Хмельницкой области (1970),
- с. Войниха Лубенского района Полтавской области (1970);
- здание народного суда на ул. Фрунзе (Полтава, 1977),
- автовокзал (Полтава, 1983),
- инженерно-лабораторный корпус ПФ «Харківдніпроводгосп» на ул. Коцюбинского (Полтава, 1985),
- застройка ул. Гожулянской (Полтава, 1989) ,
- магазин на ул. Б. Хмельницкого (1992) в Полтаве.